# Bjarni
Bjarni ist ein männlicher Vorname. 

## Herkunft und Bedeutung
Bjarni ist eine isländische und färöische Variante des dänisch-norwegischen Vornamens Bjarne.

## Namensträger
- Svínoyar-Bjarni (10. Jahrhundert), färöischer Großbauer der Wikingerzeit
- Bjarni Benediktsson (1908–1970), isländischer Politiker (Unabhängigkeitspartei), Premierminister
- Bjarni Benediktsson (* 1970), isländischer Politiker (Unabhängigkeitspartei), Parteivorsitzender
- Bjarni Benediktsson frá Hofteigi (1922–1968), isländischer Schriftsteller, Literaturkritiker, Übersetzer und Journalist
- Bjarni Bjarnason (* 1965), isländischer Autor
- Bjarni Friðriksson (* 1956), isländischer Judoka
- Bjarni Herjúlfsson (* um 966), einer der möglichen Entdecker Amerikas
- Bjarni Jónsson (1920–2016), isländischer Mathematiker
- Bjarni Pálsson (1719–1779), isländischer Landarzt und Aufklärer
- Bjarni Thorarensen (1786–1841), isländischer Schriftsteller
- Bjarni Tryggvason (1945–2022), isländisch-kanadischer Astronaut
- Bjarni Viðarsson (* 1988), isländischer Fußballspieler